# 益田就白
益田 就白（ますだ なりあき、元文5年(1740年) - 明和8年1月19日(1771年3月5日)）は、江戸時代中期の長州藩重臣。寄組問田益田家（4096石）5代。父は益田兼慶。正室は益田広高の娘。子に益田親愛がいる。
長州藩第7代藩主の毛利重就より偏諱を受けて就白と名乗る。また初名に兼之が伝わる。幼名は三四郎。通称は図書。

## 生涯
元文5年(1740年)に益田兼慶の子として生まれる。父の兼慶は寄組問田益田家の4代当主である益田元方の嫡男であったが、病身のため家を継がず、兼慶の弟で就白の叔父の広高が嗣子となった。しかし広高も病身のため家を継がず、兼慶の嫡男である就白が祖父の元方の養嗣子となり、5代当主となった。
明和8年1月19日（1771年3月5日）死去、享年32。戒名は本性院殿固室道堅大居士。家督は嫡男の親愛が相続した。